# لادوا
لادوا (به انگلیسی: Ladwa) یک منطقهٔ مسکونی در هند است که در بخش کروکشیتر واقع شده‌است. لادوا ۲۸٬۸۸۷ نفر جمعیت دارد و ۲۰۹ متر بالاتر از سطح دریا واقع شده‌است.